# ویلبیشو
ویلبیشو (به فرانسوی: Villebichot) یک کمون در فرانسه با جمعیت ۳۵۱ نفر است که در Canton of Nuits-Saint-Georges واقع شده‌است.